# داناتلو (لاک‌پشت‌های نینجا)
داناتلو یا دان یا دانی (به انگلیسی Donatello ,Don یا Donnie) یک شخصیت داستانی و یکی از چهار شخصیت اصلی از سری داستان‌های کمیک لاک‌پشت‌های نینجا و تمام رسانه‌های مرتبط با آن می‌باشد. داناتلو از نقاب و پوشش بنفش استفاده می‌کند. سلاح او چوب بو (bo) است. داناترین و با ذکاوت‌ترین فرد گروه است. او در حرفهٔ فنی و کامپیوتری سر رشته دارد و کارهای فنی گروه بر عهدهٔ اوست. نام او همانند سایر برادرانش برگرفته از هنرمند و پیکرتراش ایتالیایی عصر رنسانس، دوناتلو است.

## ویژگی‌ها و مهارت‌ها
او بسیار باهوش و مغز متفکر گروه است. با استفاده از نبوغ سرشارش همواره چیزهایی برای گروه می‌سازد که انجام ماموریت‌ها را برایشان آسان‌تر می‌کند.
او لاک‌پشتی خوش‌اخلاق و صبور است. با این حال وقتی قصد دارد روی پروژه یا اختراعی کار کند، معمولاً روز و شب در آزمایشگاهش می‌ماند و مصرانه تلاش می‌کند. این موضوع یکی از دلایل بحث بین او و لئوناردو است. لئوناردو معمولاً دربارهٔ عواقب کار زیاد و استراحت نکردن به او هشدار می‌دهد. گرچه این موضوع به ندرت باعث بحث بین این دو می‌شود.
او نسبت به کوچک‌ترین برادرش مایکل‌آنجلو بیشتر احساس مسئولیت می‌کند و در مبارزات از او مراقبت می‌کند.
از اختراعات او می‌توان به ماشین لاکی و تلفن لاکی (که هر کدام در هر سری نام متفاوتی داشته‌اند) اشاره کرد.
او در انیمیشن سری ۲۰۰۳ بیشترین تعداد اختراع را داشته است.
با اپریل اونیل رابطهٔ خوبی دارد و این رابطه در سری ۲۰۱۲ صمیمانه‌تر نشان داده شده است و امکان دارد در سری‌های جلوتر که تاکنون اشاره کمی به آن شده رابطه داناتلو و آپریل اونیل صمیمی تر شود.